# Vermiglione
Il vermiglione, chiamato in passato cinabro (dall'omonimo minerale da cui era estratto), o detto anche rosso vermiglio (dal latino vermicŭlus, diminutivo di vermis, ovvero verme, perché simile al colore estratto dall'insetto omottero detto Kermes vermilio), è una tonalità di rosso molto vivo, colore intermedio fra l'arancione ed il rosso porpora.
Anticamente veniva utilizzato il cinabro, naturale o sintetico, per produrre il relativo pigmento colorato, chiamato infatti talvolta cinabro, ma essendo questa una pietra composta da mercurio, ed essendo il mercurio tossico, si utilizzano altri composti per produrre il colore. Anche chiamato sangue di drago che però è una resina, a differenza del cinabro che è un minerale.
Colore essenziale per produrre il colore carnicino della pelle sui quadri. È uno dei colori più usati insieme al bianco, al nero e ai colori primari.

## Periodo d'uso
Il cinabro naturale è stato utilizzato a partire dal Neolitico nella pittura murale a Çatalhöyük, in Anatolia, nel VIII-VII millennio a.C. e in seguito, fin dal 1500 a.C. in Cina. Nel mondo romano venne chiamato impropriamente anche "minium", perché confuso con un altro rosso che veniva ricavato dal piombo (minio). Dopo i greco-egiziani, i cinesi e gli arabi, gli alchimisti europei iniziarono a sintetizzare il solfuro di mercurio dallo zolfo e dal mercurio. Questo cinabro di sintesi, chiamato anche vermiglione, di un rosso intenso, viene utilizzato per miniare i manoscritti a partire dall'XI secolo.
È molto utilizzato anche oggi, pur se la presenza sul mercato dei rossi di cadmio ne renderebbe superfluo l'utilizzo. Spesso risulta non puro, con importanti quantità di carica inerte e/o addizionato con aniline o rossi azoici. Inoltre il rosso cinabro disponibile oggi ha, normalmente, una granulometria inferiore rispetto a quella tipica del passato, in quanto lavorato con procedimenti meccanici, cosa questa diffusa per molti altri pigmenti terrosi e minerali in genere.

## Caratteristiche

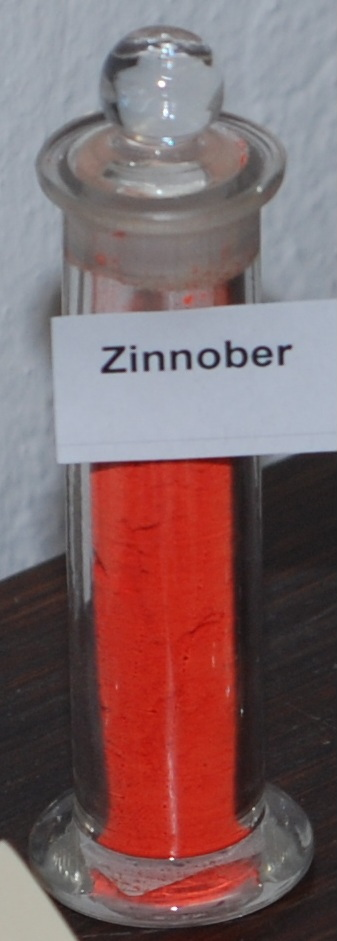
Vermiglione, historical dye collection, Technical University of Dresden, Germany

Si tratta di un pigmento rosso di origine minerale, naturale o artificiale, composto da solfuro di mercurio. Le tonalità sono molto varie: si parte da un rosso aranciato (generalmente chiamato cinabro olandese) ad un rosso lacca (l'autentico vermiglione cinese, ormai praticamente introvabile) ad un rosso profondissimo e quasi violaceo, che ha parecchia attinenza di tono con il rosso di cadmio porpora. Possiede un buonissimo potere colorante ed un eccezionale potere coprente. La resistenza alla luce è molto buona, com'è stato dimostrato ampiamente dai maestri che se ne sono serviti in passato, ma a patto di saperlo utilizzare con cognizione di causa. Per il suo utilizzo devono infatti essere rispettate alcune regole; in particolare bisognerebbe evitare di mescolarlo con le ocre, con il verde smeraldo genuino (quello a base di ossido di cromo idrato), col verde veronese, con il blu di Prussia, con i gialli di zinco e di cromo. Oggi però, data la presenza sul mercato di eccellenti sostanze coloranti sostitutive (ad esempio il verde ftalo che può sostituire il verde smeraldo genuino) è sufficiente evitare la mescolanza con colori che contengono piombo e suoi derivati. È assolutamente da escludersi la mescolanza con la biacca, in quanto unita ad essa produce solfuro di piombo, sostanza che annerisce velocemente.
Il cinabro naturale (praticamente pronto all'uso) viene estratto dalle miniere situate in particolar modo in Germania, Italia (monte Amiata, Venezia Giulia e Cadore), Spagna (Almadén), Giappone, Messico e Liberia. Si presenta sotto due forme fondamentali: pietra da sminuzzare e pestare o polvere molto grossolana, che dovrà subire anch'essa una polverizzazione il più fine possibile. In entrambi i casi, dopo un'accurata polverizzazione, bisognerà procedere a vari lavaggi, i quali renderanno la polvere sempre più pura e di tono intenso. Il pigmento così ottenuto, di un bellissimo tono rosso non molto scuro, sarà pronto ad essere unito ad ogni tipo di legante: questo pigmento, infatti, può essere utilizzato praticamente con tutte le tecniche pittoriche, anche se non è particolarmente consigliabile utilizzarlo a fresco, perché la combinazione con la calce ne favorisce l'annerimento.

## Fabbricazione artigianale del pigmento

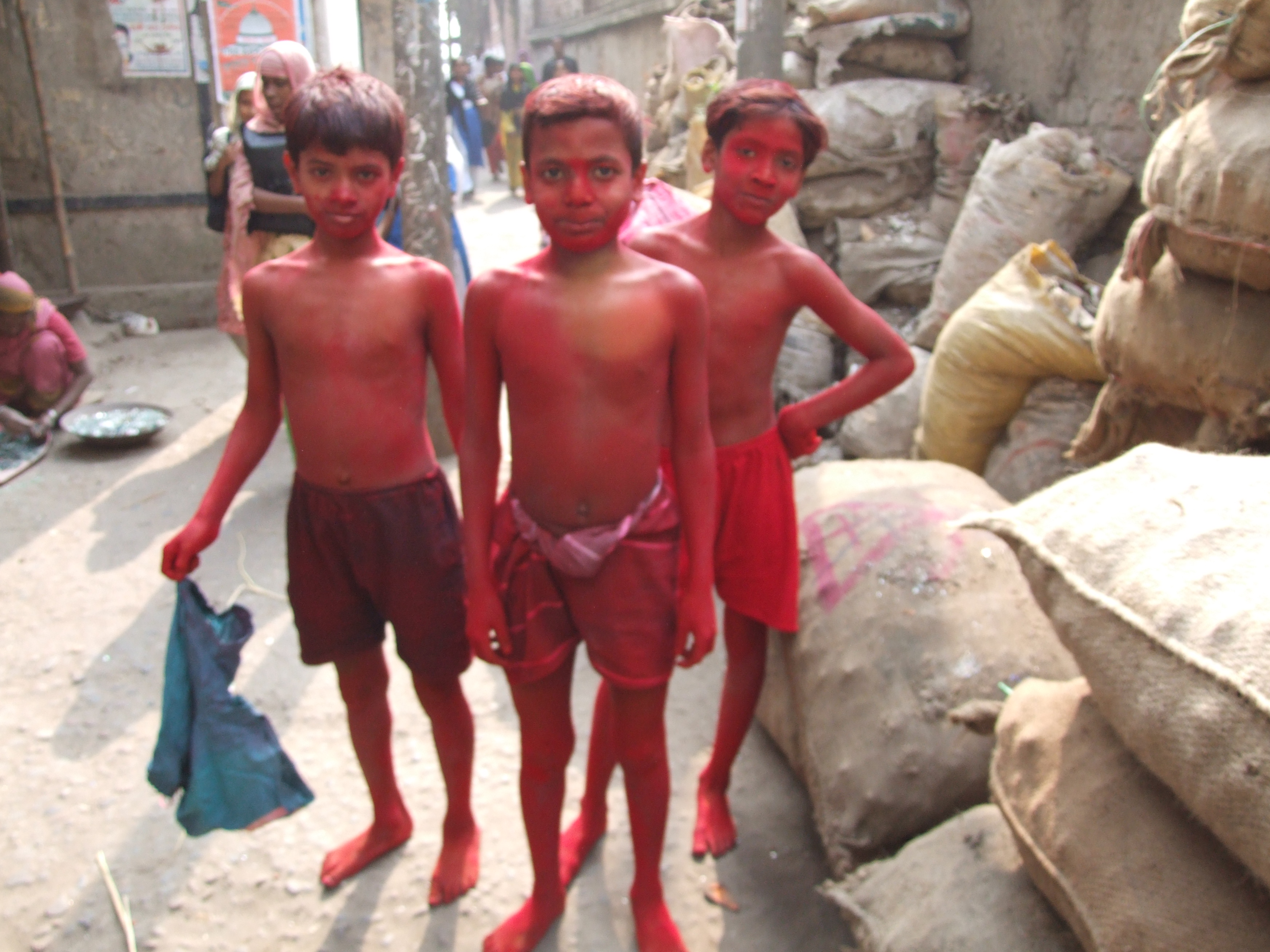
Bambini ricoperti da vermiglione chimico contenente mercurio in una fabbrica di sindur che sfrutta il lavoro minorile in Bangladesh

La fabbricazione del rosso cinabro (che in questo caso è da considerare come artificiale) produce un pigmento caratterizzato da una tonalità bellissima, raggiunta solo dai migliori cinabri di miniera. Si ottiene per sublimazione e si procede come segue.
Si prende dello zolfo giallo, lo si sminuzza e si aggiunge metà del suo peso di mercurio. Si mescola il più possibile (il mercurio è piuttosto refrattario a congiungersi con lo zolfo) e si versa il tutto in una pentola di coccio, o di altro materiale in grado di reggere alte temperature. Si chiude il recipiente con un coperchio di sicura tenuta, avendo cura di sigillarlo con dell'argilla, per impedire che i vapori della sublimazione fuoriescano, in quanto tossici. Mettere la pentola vicino al fuoco, per far seccare l'argilla e garantire una perfetta tenuta stagna. Quindi, una volta ben secca, porre la pentola sui carboni ardenti. Dopo poco tempo si udiranno dei crepitii all'interno della pentola, che indicano che il mercurio si sta mescolando allo zolfo bollente. Quando i rumori saranno terminati sarà possibile aprire la pentola e raccogliere il colore.
Più semplicemente, considerando la difficoltà di impiego e una certa pericolosità del mercurio, è possibile sostituire quest'ultimo con l'argento (minimo 900/1000), avendo cura di modificare la percentuale in ragione di due parti di argento per una parte di zolfo. Il procedimento resta invece identico.
Il pigmento così ottenuto, una volta ben raffreddato, sarà friabilissimo e si potrà procedere con una certa facilità alla sua polverizzazione, servendosi di un comune mortaio con pestello, e successivi ripetuti lavaggi. La qualità che ne deriverà sarà direttamente proporzionale alla purezza dell'argento.
Una facile verifica che possa confermare la buona qualità del rosso cinabro si può condurre mettendo un po' di pigmento su un ferro rovente. In poco tempo ci sarà un annerimento ma se, raffreddandosi, il tono tornerà a essere quello originario, avremo la prova della sua purezza.

## Nomi alternativi
- Cinnabrite
- Cinnabrium
- Cinaprio
- Cinabro della Cina
- Cinabro di mercurio
- Cinabro d'Olanda
- Cinabro olandese
- Rosso cinabro
- Rosso di Cina
- Sangue di drago
- Senauro
- Sindur
- Vermiculum